# Jane Cederqvist
Jane Cederqvist (Stoccolma, 1º luglio 1945 – Stoccolma, 15 gennaio 2023) è stata una nuotatrice svedese.

## Biografia
Specializzata nello stile libero, vinse la medaglia d'argento nei 400 m sl alle Olimpiadi di Roma 1960. 
Si ritirò l'anno successivo all'età di soli 16 anni.
Nel 1960 vinse la Medaglia d'oro dello Svenska Dagbladet e stabilì i primati mondiali degli 800 m e 1500 m sl.
Jane Cederqvist è morta nel gennaio 2023, resa totalmente invalida dalla SLA.

## Palmarès
- Olimpiadi
  - Roma 1960: argento nei 400 m sl.